# アロンソ・デ・メーニャ
アロンソ・デ・メーニャ（Alonso de Meña、1578年2月3日 - 1622年9月10日）は、スペインのドミニコ会宣教師。

## 経歴・人物
カスティーリャ王国のログローニョ（現在はラ・リオハ州に所在）に生まれ、1602年（慶長7年）に同じドミニコ会宣教師のフランシスコ・デ・モラレスらと共に薩摩に来航する。後に江戸幕府将軍の徳川家康に謁見したことで布教が許可され、肥前の鍋島藩に仕えられた。
その後は佐賀にて教会の建立や九州北部を中心に布教活動を行うが、1614年（慶長19年）に江戸幕府からキリスト教禁止令（禁教令）が発令されたことにより日本人キリシタンであった村山等安の次男の村山秋安が居住する屋敷に隠居した。5年後の1619年（元和5年）に捕縛され、1622年9月10日（元和8年8月5日）に火刑に処された。